# Piero Morello
Piero Morello (Villabate, 25 settembre 1963) è un ex pugile italiano, campione italiano professionisti di pugilato categoria superpiuma nel 1987 e campione europeo nella categoria superpiuma nel 1988.

## Biografia
Piero Morello ha iniziato a praticare lo sport del pugilato a 16 anni nel 1979 nella Valdinievole boxe Montecatini (diventata accademia pugilistica Montecatini) presso la palestra con sede al palazzetto di Montecatini Terme, allenato dal maestro Giuliano Baldi.

### Carriera sportiva

#### Nei dilettanti
Nella primavera 1980 ha disputato il suo primo incontro ai campionati Italiani a Latina nella categoria dei pesi gallo.
Nel 1983, a Montecatini Terme, Morello diventa campione d'Italia dilettanti seconda serie nei pesi piuma combattendo contro Pierpaolo Cardinali. 
Nel 1983 Morello viene arruolato nei Bersaglieri presso la compagnia atleti di stanza ad Orvieto (SMEF – scuola militare eduzione fisica). Nel 1984 a Jinja (Uganda) ha vinto la medaglia di bronzo nei Campionati Mondiali Militari (CISM) nella categoria pesi leggeri. Durante il periodo di leva viene convocato nella nazionale italiana di pugilato.
Lascia il dilettantismo con un bilancio di 118 incontri, con 100 vittorie, 10 sconfitte ed 8 pareggi.

#### Tra i professionisti
È passato al professionismo immediatamente dopo la conclusione del periodo di leva militare. 
Ha debuttato nel professionismo sotto la guida di Adriano Sconcerti, già manager di Alessandro Mazzinghi, Fernando Atzori, Gaetano Ardito, Silvano Bertini.
Dopo 15 incontri Morello viene scelto come uno dei due sfidanti al vacante titolo d'Italia dei Pesi superpiuma.
Il 2 agosto 1987 a San Felice Circeo ha conquistato il titolo di Campione d'Italia professionisti nella categoria superpiuma battendo il pugile Antonio Renzo.
Il 17 febbraio 1988 a Capriolo ha vinto il titolo di campione europeo nella categoria Pesi superpiuma battendo il pugile Salvatore Curcetti.
Si ritira dall'attività sportiva con un bilancio di 118 incontri come dilettante (100 vittorie, 10 sconfitte e 8 pareggi) e 30 da professionista (26 vittorie e 4 sconfitte).

#### Dopo il ritiro
Finita l'attività professionistica, Morello si dedica all'insegnamento dello sport pugilistico presso l'accademia pugilistica Montecatini.